# Dep
Der Dep (russisch Деп) ist ein linker Nebenfluss der Seja in der Oblast Amur im Fernen Osten Russlands.
Der Dep hat seinen Ursprung im Ogoronsee (озеро Огорон). Er fließt in südwestlicher Richtung. Im Oberlauf durchfließt er eine Bergregion. Später, im Unterlauf, durchfließt er die Sumpflandschaft der Amur-Seja-Ebene. Der Dep hat eine Länge von 348 km. Er entwässert ein Areal von 10.400 km². Nahe der Mündung beträgt die mittlere Wasserführung (MQ) des Dep 90 m³/s.